# Suore di San Francesco d'Assisi (Lione)
Le Suore di San Francesco d'Assisi, di Lione (in francese Sœurs de Saint-François d'Assise; sigla S.F.A.), sono un istituto religioso femminile di diritto pontificio.

## Storia
Nel 1813 Anna Rollet (Maria Agnese della Concezione) si stabilì con la famiglia in un lotto dell'antica certosa di La Croix-Rousse e vi aprì un laboratorio di tessitura. La Rollet iniziò a condurre vita comune con le sue operaie e apprendiste, dando inizio a una comunità dedita al lavoro e alla preghiera. Sotto l'influsso di Francesca Rollet, sorella di Anna e religiosa elisabettina, la comunità prese un orientamento francescano.
La fraternità ebbe come direttori spirituali i sacerdoti di Sant'Ireneo, che amministravano la parrocchia di San Bruno: prima Dominique-Augustin Dufêtre, futuro vescovo di Nevers, poi Nicolas-Augustin de la Croix, futuro vescovo di Gap, e infine Jean-Jacques Crevat, considerato cofondatore dell'istituto.
Nel 1837 l'arcivescovo de Pins, amministratore della sede di Lione, autorizzò le donne della comunità a vestire l'abito religioso e il 28 maggio 1838 le religiose emisero i voti nel terz'ordine francescano.
Alla comunità si unirono presto numerose terziarie che vivevano isolate dedicandosi all'insegnamento nelle scuole della zona e l'istruzione della gioventù divenne un nuovo ambito di apostolato per le suore: nel 1843 aprirono a Juliénas un convento a cui verrà annesso un noviziato per la formazione delle maestre.
Il 14 settembre 1854 la fraternità fu riconosciuta come istituto di suore del terz'ordine regolare di San Francesco; la sede centrale dell'istituto fu stabilita nella proprietà di La Tour-Pitrat, da cui le suore presero il nome (francescane di La Tour-Pitrat).
La congregazione ricevette il pontificio decreto di lode il 5 agosto 1891 e fu aggregata all'ordine dei frati minori cappuccini il 30 maggio 1925.
Le suore fondarono la prima casa in Canada nel 1904: la provincia canadese si sviluppò notevolmente e nel 1965 arrivò a contare circa 460 suore contro le 150 della provincia francese, di conseguenza la casa generalizia fu trasferita a Québec.

## Attività e diffusione
Le suore si dedicano ad attività educative e ospedaliere.
Oltre che in Francia, sono presenti in Burkina Faso, Centrafrica, Congo-Kinshasa, Costa d'Avorio, Italia, Marocco, Spagna, Togo; la sede generalizia è a Québec.
Alla fine del 2015 l'istituto contava 263 religiose in 24 case.